# 饶勉县
饶勉县，中国古县名。
唐朝贞观十二年（638年）置，治所在今广西壮族自治区环江毛南族自治县西北。属环州。后废。